# Lestijd
Een lestijd of lesuur is de tijd die één les duurt op school. Er wordt vaak gesproken van een uur maar meestal is dit korter.

## Duur
Op de meeste lagere en middelbare scholen duurt een lesuur 50 minuten. Hierdoor zijn er vaak zes tot acht lesuren per dag buiten de pauzes. Sommige scholen zoals in het daltononderwijs houden een lesuur van 40 minuten aan en sparen het verschil op voor een soort huiswerkuur (daltonuur) later op de dag. Ook bestaan er lesuren van 70 of 80 minuten.

## Urennorm
In Nederland moet een school in de eerste twee jaar van het voortgezet onderwijs en in het derde leerjaar havo/vwo per jaar minstens 1040 uur (klokuren, geen lesuren!) verzorgen. In de bovenbouw is er jaarlijks ten minste 1000 klokuur onderwijs per jaar, en in het examenjaar 700 klokuur. Scholen mogen op grond van hun eigen ideeën over het onderwijs zelf (binnen bepaalde grenzen) het lesrooster samenstellen. De schoolbesturen bepalen de lesroosters voor de verschillende jaren en stellen de schooltijden vast. Aan het begin van het schooljaar krijgt elke leerling het lesrooster voor dat jaar of de eerste periode.

## Vlaanderen
In Vlaanderen bestaat het week-lesrooster van het secundair onderwijs uit minstens 28 en maximaal 36 lestijden van 50 minuten, al hebben in de praktijk zeer weinig leerlingen minder dan 32 uren per week les.